# Тимелія-куцохвіст непальська
 Тимелія-куцохвіст непальська (Pnoepyga immaculata) — вид горобцеподібних птахів родини Pnoepygidae.

## Поширення
Вид поширений в Непалі та індійському штаті Уттаракханд. Мешкає у помірних та гірських дощових лісах.

## Опис
Тіло до 10 см завдовжки. Оперення утворює лускатий візерунок коричневого та жовто-коричневого кольорів. Корло сіре з двома поперечними чорними смугами. Дзьоб темно-сірий. Ноги помаранчеві. Хвіст короткий, майже непомітний.